# صولومون (جنرال بيزنطي)
صولومون (باليونانية: Σολόμων) كان جنرالاً بيزنطياً من شمال بلاد الرافدين تميز بفسه كقائد في الحرب الوندالية واستعادة شمال أفريقيا في 533-534، أمضى معظم العقد المقبل في أفريقيا بصفته حاكماً عام لها جمع بين المنصب العسكري كقائد للجنود والمدني بصفته قائد برايتورياً.
واجه صولومون بنجاح التمرد الموري واسع النطاق لكنه اضطر للهروب بعد تمرد الجيش في ربيع عام 536، بدأت ولايته الثانية في أفريقيا في عام 539 وتميزت بانتصارات على المور مما أدى لتعزيز الموقف البيزنطي.
بعد سنوات قليلة من الازدهار، هزم سولومون وسقط ميت في معركة سيليوم عام 544 بسبب الثورة المورية التي أعيد تأجيجها.